# Eparchia di Belthangady
L'eparchia di Belthangady (in latino Eparchia Belthangadiensis) è una sede della Chiesa cattolica siro-malabarese in India suffraganea dell'arcieparchia di Tellicherry. Nel 2022 contava 22.300 battezzati su 4.022.749 abitanti. È retta dall'eparca Lawrence Mukkuzhy.

## Territorio
L'eparchia estende la sua giurisdizione sui fedeli di rito siro-malabarese dei distretti di Kodagu, Dakshina Kannada e Udupi nello stato indiano del Karnataka.
Sede vescovile è la città di Belthangady, dove si trova la cattedrale di San Lorenzo.
Il territorio si estende su 12.543 km² ed è suddiviso in 66 parrocchie.

## Storia
La diocesi è stata eretta il 24 aprile 1999 con la bolla Cum ampla di papa Giovanni Paolo II, ricavandone il territorio dall'arcieparchia di Tellicherry.

## Cronotassi dei vescovi
Si omettono i periodi di sede vacante non superiori ai 2 anni o non storicamente accertati.
- Lawrence Mukkuzhy, dal 24 aprile 1999

## Statistiche
L'eparchia nel 2022 su una popolazione di 4.022.749 persone contava 22.300 battezzati, corrispondenti allo 0,6% del totale.
| anno | popolazione | popolazione | popolazione | presbiteri | presbiteri | presbiteri | presbiteri                | diaconi | religiosi | religiosi | parrocchie |
| anno | battezzati  | totale      | %           | numero     | secolari   | regolari   | battezzati per presbitero | diaconi | uomini    | donne     | parrocchie |
| ---- | ----------- | ----------- | ----------- | ---------- | ---------- | ---------- | ------------------------- | ------- | --------- | --------- | ---------- |
| 2000 | 20.000      | 3.177.352   | 0,6         | 35         | 28         | 7          | 571                       |         | 7         | 126       | 42         |
| 2001 | 20.178      | 3.187.358   | 0,6         | 41         | 28         | 13         | 492                       |         | 21        | 133       | 38         |
| 2002 | 20.178      | 3.187.358   | 0,6         | 51         | 38         | 13         | 395                       |         | 21        | 133       | 38         |
| 2003 | 20.178      | 3.187.358   | 0,6         | 46         | 32         | 14         | 438                       |         | 28        | 156       | 48         |
| 2004 | 22.500      | 3.187.358   | 0,7         | 49         | 35         | 14         | 459                       |         | 27        | 156       | 47         |
| 2006 | 21.500      | 3.177.352   | 0,7         | 51         | 38         | 13         | 421                       |         | 61        | 170       | 51         |
| 2009 | 25.000      | 3.465.295   | 0,7         | 48         | 37         | 11         | 520                       |         | 32        | 181       | 45         |
| 2012 | 30.000      | 3.816.295   | 0,8         | 49         | 26         | 23         | 612                       |         | 34        | 192       | 53         |
| 2015 | 30.250      | 3.756.784   | 0,8         | 58         | 33         | 25         | 521                       |         | 36        | 210       | 52         |
| 2018 | 29.292      | 3.983.690   | 0,7         | 69         | 41         | 28         | 424                       |         | 39        | 197       | 53         |
| 2020 | 20.954      | 3.771.580   | 0,6         | 74         | 48         | 26         | 283                       |         | 37        | 187       | 65         |
| 2022 | 22.300      | 4.022.749   | 0,6         | 73         | 47         | 26         | 305                       |         | 37        | 192       | 66         |